# هورسفلدية لوزية
هورسفلدية لوزية (الاسم العلمي:Horsfieldia amygdalina) هي نوع هجين من النباتات تتبع جنس الهورسفلدية من الفصيلة البسباسية.